# Nathan Schrimsher
Nathan Schrimsher (Roswell, 22 de maio de 1992) é um pentatleta estadunidense. 

## Carreira
Schrimsher representou seu país nos Jogos Olímpicos de Verão de 2016, terminando na 11ª colocação.